# エクスプレッション (ジョン・コルトレーンのアルバム)
| 専門評論家によるレビュー | 専門評論家によるレビュー |
| レビュー・スコア         | レビュー・スコア         |
| 出典                     | 評価                     |
| ------------------------ | ------------------------ |
| Allmusic                 | [ 1 ]                    |

『エクスプレッション』（Expression）は、ジョン・コルトレーンの遺作アルバム。制作はボブ・シール。タイトル曲はコルトレーン最後のスタジオ録音であった。アルバムの残りの曲は、『インターステラー・スペース（Interstellar Space）』とほぼ同時に録音された。2曲目「to be」ではコルトレーンがフルートを吹き、ファラオ・サンダースが加わった。コルトレーンは1967年7月17日に亡くなり、同年9月に本アルバムはインパルス・レコードから発売された。

## 曲目リスト
コルトレーン作曲。
1. "Ogunde" – 3:38
2. "To Be" – 16:22
3. "Offering" – 8:27
4. "Expression" – 10:53
5. "Number One" – 11:55 1993年の再発CDのボーナス・トラック。 以前は『The Mastery of John Coltrane, Vol. 3: Jupiter Variation』に収録されていた。

録音：1967年2月15日（＃2）; 1967年3月7日（＃1、3、5）; 1967年、春（＃4）。

## 担当者

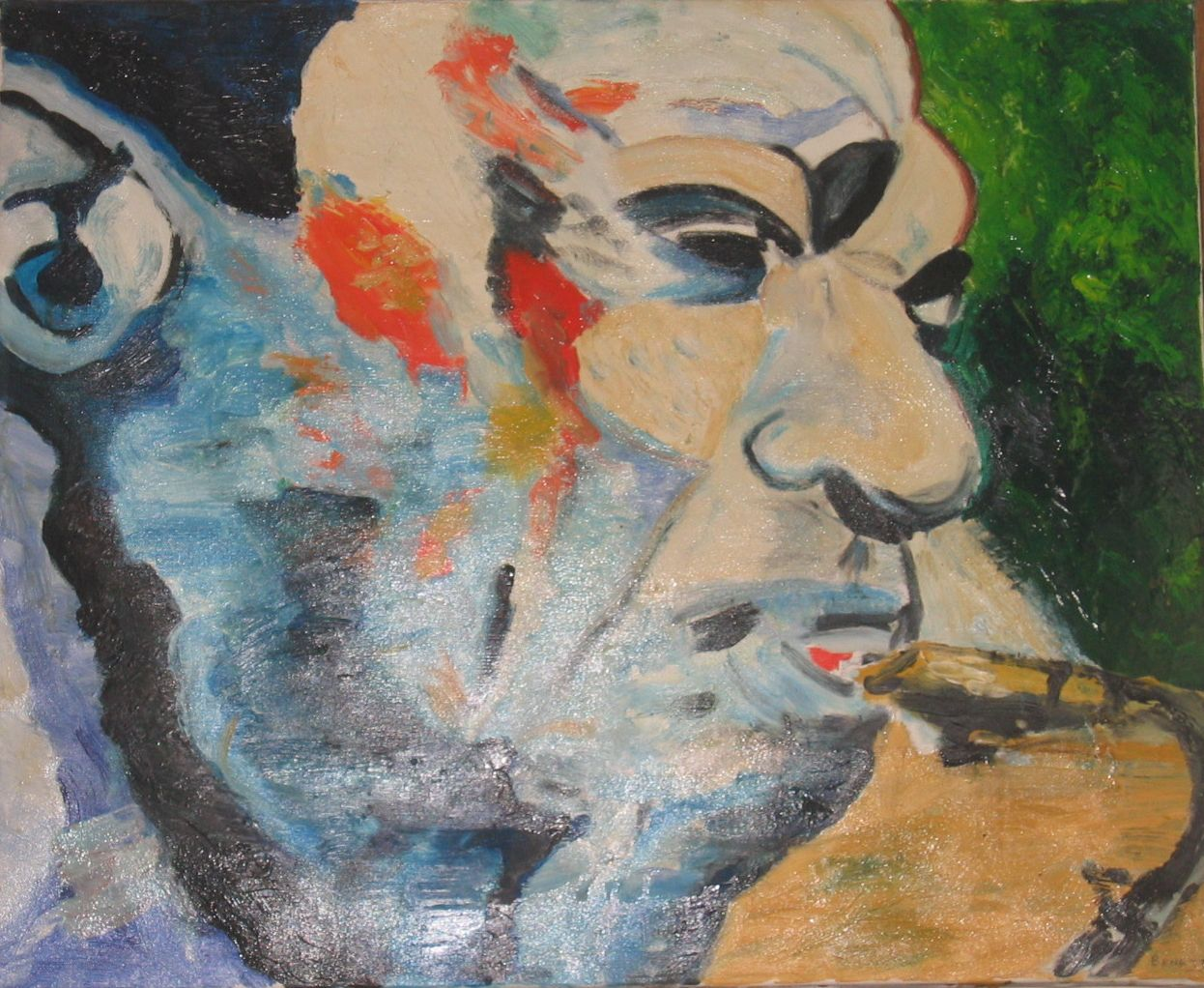
コルトレーンの肖像

- ジョン・コルトレーン - テナーサックス、フルート
- ファラオ・サンダース -フルート、ピッコロ、タンバリン（＃2のみ）
- アリス・コルトレーン -ピアノ
- ジミー・ギャリソン - ベース
- ラシッド・アリ - ドラム

## 参照
1. ↑  エクスプレッション - オールミュージック